# 4099 Wiggins
4099 Wiggins è un asteroide della fascia principale. Scoperto nel 1988, presenta un'orbita caratterizzata da un semiasse maggiore pari a 2,5724498 UA e da un'eccentricità di 0,0763889, inclinata di 15,59874° rispetto all'eclittica.
L'asteroide è dedicato all'astronomo amatoriale statunitense Patrick Wiggins.